# Eliza Pratt Greatorex
Eliza Pratt Greatorex (Manorhamilton, 25 de diciembre de 1819-París, 9 de febrero de 1897) fue una artista estadounidense nacida en Irlanda adscrita a la Escuela del río Hudson. Es conocida por sus pinturas de paisajes, así como por varias series de dibujos y grabados con pluma y tinta que se publicaron en forma de libro. Fue la segunda mujer en ser elegida asociada de la Academia Nacional de Diseño, después de Ann Hall. 

## Familia y educación
Eliza Pratt nació en Manorhamilton, Irlanda, hija de James Calcott Pratt, un ministro metodista. La familia se mudó a Nueva York en 1840, donde en 1849 se casó con Henry Wellington Greatorex, un músico. Tuvieron tres hijos: dos hijas, Elizabeth Eleanor y Kathleen Honora, quienes se  convirtieron en artistas, y un hijo, Thomas, de quien se dice que murió en Colorado, posiblemente durante un viaje en 1873.
Entre 1854 y 1856, estudió arte con los pintores William Wallace Wotherspoon y James Hart y su hermano William en Nueva York, y en 1855 comenzó a exhibir bocetos.  Sin embargo, fue solo cuando Greatorex enviudó en 1858 cuando pudo dedicarse al arte a tiempo completo, y posteriormente se mantuvo a sí misma y a sus hijos a través de la venta de su arte y dando clases a niñas durante 15 años.
En 1861-62, estudió con el pintor Émile Lambinet en las afueras de París. En 1870, viajó a Alemania con sus hijas y estudiaron en la Pinacoteca de Múnich. En 1879, insatisfecha con las reproducciones comerciales de su trabajo, fue a París a estudiar grabado con Charles Henri Toussaint.   A partir de entonces, ella y sus hijas vivieron en París.  

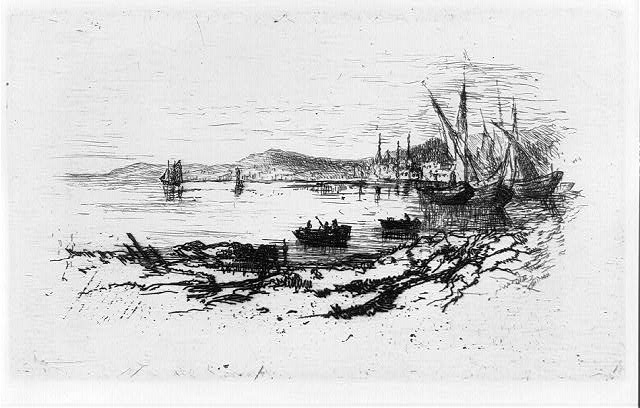
Bahía de Nápoles, Italia, grabado por Eliza Pratt Greatorex

## Carrera artística
Greatorex se hizo conocida por primera vez como pintora paisajista de la Escuela del río Hudson. A menudo trabajaba al aire libre, y sus paisajes reflejan la cuidadosa observación de su entorno. Sus pinturas más conocidas son View on the Houstonic (1863), The Forge (1864) y Somerindyke House (1869).   
Después de unos años, Greatorex se apartó de la pintura y se dedicó principalmente a los bocetos y grabados con pluma y tinta, muchos de los cuales aparecieron en forma de libro. La mayor parte de sus bocetos los realizó durante varios viajes a Europa en las décadas de 1860 y 1870 y suelen ser  vistas convencionales de edificios y paisajes. En 1870-1872, visitó Núremberg y Ober-Ammergau, Alemania; Múnich, Austria y varias partes de Italia. Los viajes de Nuremberg y Ober-Ammergau llevaron a la publicación de Etchings en Nuremberg (1873) y The Homes of Ober-Ammergau (1873). Su gran dibujo a pluma y tinta de la casa de Alberto Durero en Núremberg se encuentra ahora en el Vaticano en Roma.
En el verano de 1873, viajó por el oeste de los Estados Unidos con sus hijas y publicó una serie de grabados de su estancia en Colorado. El prefacio fue escrito por Sara Jane Lippincott . 
Con la vista puesta en el próximo centenario de Estados Unidos, Greatorex publicó un libro de dibujos de edificios antiguos de Nueva York en 1875, con un comentario de su hermana Matilda. Algunos de los bocetos de esta serie se incluyeron en la Exposición del Centenario de 1876 en Filadelfia.  
En 1868 fue elegida asociada de la Academia Nacional de Diseño, convirtiéndose en la segunda mujer en recibir ese reconocimiento después de Ann Hall, que había muerto unos seis años antes. También fue miembro de la Artists' Fund Society de Nueva York.  
Durante las décadas de 1870 y 1880, exhibió con frecuencia su trabajo en el Salón de París, la Academia Nacional de Diseño (Nueva York) y en lugares de Washington y Boston.
Murió en París en 1897. 
El trabajo de Greatorex se incluyó en una exposición de 2010 realizada por el National Historical Site Thomas Cole y Hawthorne Fine Art titulada Remember the Ladies: Women of the Hudson River School.

## Publicaciones
Estos libros de Greatorex incluyen varios de sus trabajos.
- Reliquias de Manhattan: una serie de fotografías de bocetos a pluma y tinta tomadas en el lugar (1869)
- Las casas de Ober-Ammergau: una serie de veinte grabados en heliotipo, del original, dibujos a pluma y tinta, junto con notas de un diario (1872)
- Grabados de verano en Colorado (1873)
- Viejos hitos de Nueva York (1874? )
- Old New York, from the Battery to Bloomingdale (1875)